# توني ماهر
توني ماهر (بالإنجليزية: Tony Maher)‏ هو لاعب قذف أيرلندي، ولد في 12 يناير 1945 في كورك في جمهورية أيرلندا.